# Горки (Ступинский район)
Горки — деревня в Ступинском районе Московской области в составе Семёновского сельского поселения (до 2006 года входила в Семёновский сельский округ). На 2015 год Горки, фактически, крупный дачный посёлок: при 13 жителях в деревне 15 улиц и 7 садовых товариществ.

## Население
| 2002 | 2006 | 2010 |
| ---- | ---- | ---- |
| 20   | ↘14  | ↘13  |

Горки расположены на западе района, у границы с Чеховским районом, на правом берегу реки Лопасни, высота центра деревни над уровнем моря — 158 м. Ближайшие населённые пункты: посёлок дома отдыха «Лопасня» Чеховского района — севернее, на другом берегу реки и Шелково в 0,5 км на восток.